# Dynaspidiotus californicus
Dynaspidiotus californicus là một loài côn trùng trong họ Diaspididae. Loài này được Coleman miêu tả khoa học đầu tiên năm 1903.
Đây là loài gây hại của các cây trong chi Pinus, phát triển phổ biến ở Mexico.